# Tetragnatha tuamoaa
Tetragnatha tuamoaa este o specie de păianjeni din genul Tetragnatha, familia Tetragnathidae, descrisă de John Wynn Gillespie în anul 2003.
Este endemică în Society Is.. Conform Catalogue of Life specia Tetragnatha tuamoaa nu are subspecii cunoscute.